# Yi Jeonggyu
Yi Jeonggyu (hangul: 이정규; hancha: 李丁奎; 1897 – 1984) znany pod pseudonimem Woogwan (hangul: 우관; hancha: 又觀) był koreańskim anarchistą. Spędził większość swojej młodości w Chinach, gdzie anarchiści byli stosunkowo bardziej tolerowani niż w okupowanej przez Japonię Korei. W Chinach współpracował nie tylko z anarchistami chińskimi, ale także z anarchistami z różnych krajów, takich jak Japonia, Tajwan i Rosja. Był jednym z pionierów koreańskiego ruchu anarchistycznego początku lat dwudziestych i jednym z najwybitniejszych koreańskich anarchistów w Chinach tego okresu.
Karierę rozpoczął jako działacz niepodległościowy, a wkrótce potem stał się zwolennikiem anarchizmu. Yi Jeonggyu nie uznawał anarchizmu i nacjonalizmu za przeciwstawne koncepcje i dążył do równoczesnego odzyskania niepodległości Korei i ustanowienia w Korei nowego porządku opartego na ideałach anarchistycznych. Wraz z Lee Hoe-yeongiem (hangul: 이회영; hancha: 李會榮) jest uważany za jedną z kluczowych postaci, które ustanowiły anarchistyczną ideologię koreańskiego ruchu niepodległościowego.